# Пидлими
Пидлими (также пидлимнди, пидлимди, хина; англ. pidlimndi, pidlimdi, ghena, ghuna, hina, hinna) — идиом центральночадской ветви чадской семьи, распространённый на востоке Нигерии в юго-западной части штата Борно и в восточной части штата Гомбе.
Как самостоятельный язык представлен в классификации афразийских языков британского лингвиста Роджера Бленча (Roger Blench), в классификации, опубликованной в работе С. А. Бурлак и С. А. Старостина «Сравнительно-историческое языкознание», и в классификации чешского лингвиста Вацлава Блажека (Václav Blažek).
Как диалект языка тера пидлими рассматривается в классификации, представленной в справочнике языков мира Ethnologue. Нередко к диалектам тера помимо пидлими также относят язык ньиматли.
Роджер Бленч включает пидлими вместе с языками тера, джара, га’анда, хона, ньиматли, габин, бога и нгваба в состав группы языков тера. Также к группе тера пидлими отнесён в классификациях, опубликованных в работах «Сравнительно-историческое языкознание» (С. А. Бурлак, С. А. Старостин) и Jazyky Afriky v přehledu genetické klasifikace (Вацлав Блажек).
В классификации, представленной в справочнике Ethnologue, язык тера, в качестве диалекта которого рассматривается пидлими, включён в число западных языков подгруппы А1 группы А ветви биу-мандара.